# 上獣巨目
上獣巨目（じょうじゅうきょもく、学名: Epitheria）とは、有胎盤類の主要な系統仮説の一つ。この仮説では、異節巨目の姉妹群として位置づけられる。
上獣類の単系統性は分子学的観点からみて疑問視されている。アフリカ獣上目と北方真獣類のレトロトランスポゾンの予備解析結果では上獣類の単系統性を支持しているが、トランスポゾンの挿入結果は異節類、北方真獣類、アフリカ獣類がほぼ同時期に分岐したことがわかっており、現在はこの説が有効になっている。

## 現生下位分類群
- 北方真獣類 Boreoeutheria
  - 真主齧上目 Euarchontoglires
    - 山鼠大目 Glires
      - 単歯中目 Simplicidentata
        - 齧歯目 Rodentia
        - 混歯目 Mixodontia

      - 重歯中目 Duplicidentata
        - 兎形目 Lagomopha
        - ミモトナ目 Mimotonida

    - 真主獣大目 Euarchonta
      - 登木目 Scandentia
      - 霊長形類 Primatomorpha
        - 皮翼目 Dermoptera
        - 霊長目 Primates

  - ローラシア獣上目 Laurasiatheria
    - 真無盲腸目 Eulipotyphla
    - 陰嚢類 Scrotifera
      - 翼手目 Chiroptera
      - 猛獣有蹄類 Ferunglata
        - 有蹄類 Unglata
          - 鯨偶蹄目 Cetartiodactyla

        - 奇蹄目 Perissodactyla
        - 広獣類 Ferae
          - 食肉目 Carnivora
          - 鱗甲目 Pholidota
- アフリカ獣類 Afrotheria
  - アフリカ食虫類 Afroinsectiphilia
    - 管歯目 Tubulidentata
    - アフリカトガリネズミ目　Afrosoricida
    - 長脚目 Macroscelidea

  - 近蹄類 Paenungulata
    - 岩狸目 Hyracoidea
      - テチス獣類 Tethytheria
        - 長鼻目 Proboscidea
        - 海牛目 Sirenia